# Afvalhoop (archeologie)

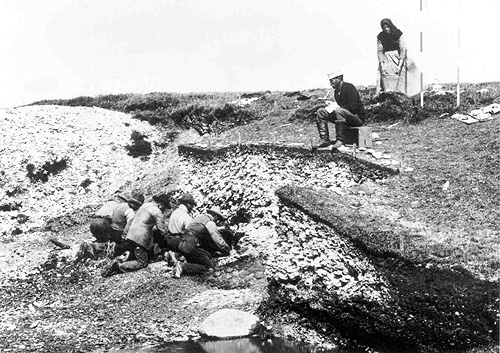
uitgraving in 1890 van een schelpenhoop van de Ertebøllecultuur in Limfjorden

Een afvalhoop (Engels: midden, Deens: køkkenmødding, Portugees: sambaqui) is in de archeologie de benaming voor een oude stortplaats voor huishoudelijk afval. Dit kan bestaan uit dierlijke beenderen, menselijke uitwerpselen, botanisch materiaal, weekdierschalen, potscherven, stenen werktuigen (met name afslagen) en andere artefacten en ecofacten geassocieerd met vroegere menselijke bewoning. De Deense term køkkenmøddinger (meervoud) werd voor het eerst gebruikt door Japetus Steenstrup om schelpenhopen te beschrijven.
Afvalhopen met vochtige, anaerobe omstandigheden kunnen zelfs organische overblijfselen bevatten. Omdat het afval van het dagelijks leven op de stapel werd gegooid, bieden ze een nuttige hulpbron voor archeologen die de diëten en gewoonten van eerdere samenlevingen willen bestuderen. Elk individuele storting zal een andere samenstelling van materialen bijdragen, afhankelijk van de activiteit gekoppeld aan die specifieke storting. Gedurende de opbouw van de hoop werd ook sedimentair materiaal gedeponeerd. Verschillende mechanismen, van wind en water tot graafactiviteiten van dieren, creëren een matrix die kan worden geanalyseerd om seizoensgebonden en klimatologische informatie te verschaffen. In sommige afvalhopen kunnen individuele stortplaatsen van materiaal worden onderscheiden en geanalyseerd.
Sommige afvalhopen waren rechtstreeks geassocieerd met nederzettingen, als een aangewezen stortplaats. In andere afvalhopen stond het materiaal rechtstreeks in verband met een specifiek huis in het dorp, waarbij elk huishouden zijn afval direct buiten het huis stortte. In alle gevallen zijn afvalhopen extreem complex en zeer moeilijk om volledig en precies uit te graven. Het feit dat ze een gedetailleerd archief bevatten van welk voedsel werd gegeten of verwerkt en veel fragmenten van stenen gereedschappen en huishoudelijke goederen maakt hen tot onschatbare objecten van archeologische studie.

## Schelpenhopen

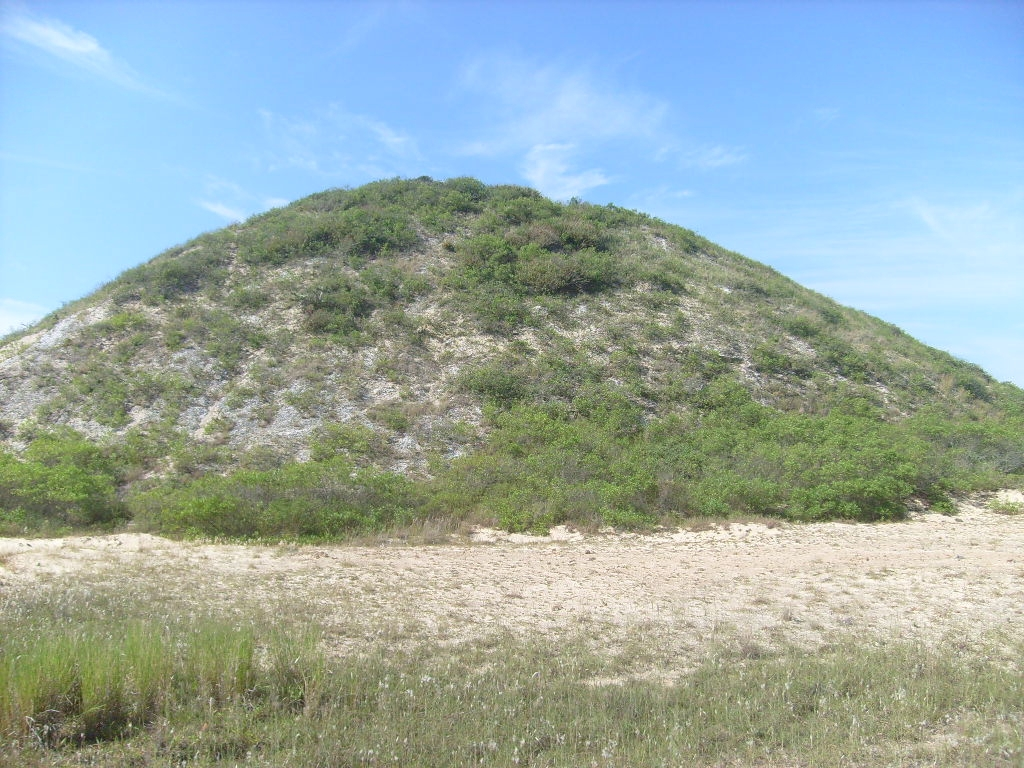
de 18 m hoge sambaqui van Figueirinha I in Brazilië

Een schelpenhoop is een afvalhoop die voornamelijk uit weekdierschelpen bestaat. 
Sommige schelpenhopen zijn het resultaat van plaatselijke verwerking van aquatische hulpbronnen direct na de oogst, voorafgaand aan gebruik of opslag op een andere locatie.
Schelpen hebben een hoog calciumcarbonaatgehalte, hetgeen de neiging heeft om de afvalhoop basisch te maken. Dit vertraagt het normale verval veroorzaakt door de bodemzuurgraad, waardoor een relatief groot deel van het organische materiaal (voedselresten, organische gereedschappen, kleding, menselijke overblijfselen) voor archeologen beschikbaar bleef.
Schelpenhopen  worden gevonden aan kusten- of oevergebieden over de hele wereld. Sommige zijn kleine afzettingen gerelateerd aan maaltijden die een handjevol individuen hadden, anderen zijn vele meters in doorsnee en vertegenwoordigen eeuwenlange ophopingen. 

### Schelpenhopen in verschillende landen
Edward Sylvester Morse voerde in 1877 een van de eerste archeologische opgravingen uit van de Omori-schelpenheuvels in Tokio, Japan, hetgeen leidde tot de ontdekking van een aardewerkstijl beschreven als "koord-gedecoreerd", vertaald als "Jōmon", welke werd gebruikt om te verwijzen naar de periode van de Japanse prehistorie toen deze stijl van aardewerk werd geproduceerd.
In Brazilië staan ze bekend als sambaquis, en ontstonden over een lange periode tussen het 6e millennium v.Chr. en het begin van de Europese kolonisatie.
In Europa worden schelpenhopen voornamelijk gevonden langs de Atlantische kust en in Denemarken. Ze dateren meest tot het 5e millennium v.Chr. (Ertebøllecultuur en vroege trechterbekercultuur), en bevatten overblijfselen van het vroegste neolithisatieproces zoals aardewerk, granen en huisdieren. Jongere schelpenhopen zijn te vinden in Letland (geassocieerd met de kamkeramiek), Zweden (geassocieerd met pitted-ware), Nederland (geassocieerd met touwbekerkeramiek) en Sleeswijk-Holstein (laat-neolithicum en ijzertijd). Dit zijn allemaal voorbeelden waarin gemeenschappen een gemengde landbouw- en jager-verzamelaar-economie beoefenden.
Aan de Canadese westkust zijn er schelpenhopen die zich over meer dan een kilometer langs de kust uitstrekken, en enkele meters diep zijn. De hoop in Namu, Brits-Columbia is meer dan 9 meter diep en overspant meer dan 10.000 jaar continue bezetting.
In kustgebieden van Australië vindt men door Aborigines gemaakt schelpenhopen. Afvalhopen tonen de aanwezigheid van eerdere bewoning en zijn over het algemeen beschermd tegen mijnbouw en andere ontwikkelingen. Sommige schelpenhopen worden beschouwd als heilige plaatsen, gekoppeld aan de  Droomtijd, zoals die van de Anbarra-clan van de Burarra van Arnhemland.
Er zijn gevallen waarin schelpenhopen mogelijk gebieden van ceremoniële of rituele betekenis werden. een voorbeeld van dit fenomeen is de  Crystal River-site uit de Amerikaanse  Woodland-periode.
Sommige schelpenhopen, bekend als schelpenringen, zijn cirkelvormig of vormen open bogen met een duidelijk binnengebied. Velen zijn bekend uit Japan en de zuidoostelijke Verenigde Staten en ten minste één uit Zuid-Amerika.
- Bibliotheek van het Japanse parlement: 00564697